# 霊山道隠
霊山道隠（りんざん どういん）は、中国元出身の臨済宗破庵派の僧。二十四流と称される日本に禅をもたらした流派の一つ仏慧派の祖である。

## 略歴
南宋の宝祐3年（1255年）生まれで杭州出身と伝わる。俗姓不伝。袁州仰山寺雪巌祖欽の法嗣となる。元応元年（1319年）、北条高時の招請により来日し、建長寺の18世住持となった。
元亨4年（1324年）3月、円覚寺に移り12世住持としてその席を薫した。その後建長寺に戻り正受庵を設ける。正中2年3月2日（1325年4月15日）、同所で示寂した。
法嗣に石屏子介、天岸祥麟がいる。